# 科泰亞納鄉
44°18′N 24°28′E / 44.300°N 24.467°E
科泰亞納鄉（羅馬尼亞語：Comuna Coteana, Olt），是羅馬尼亞的鄉份，位於該國南部，由奧爾特縣負責管轄，面積44平方公里，海拔高度143米，2007年人口2,936，人口密度每平方公里66人。